# Condado de Schuylkill
O Condado de Schuylkill é um dos 67 condados do Estado americano da Pensilvânia. A sede do condado é Pottsville, e sua maior cidade é Pottsville. O condado possui uma área de 2 027 km²(dos quais 11 km² estão cobertos por água), uma população de 150 336 habitantes, e uma densidade populacional de 221 hab/km² (segundo o censo nacional de 2000). O condado foi fundado em 1 de março de 1811.